# وفات
وفات (انگلیسی: Obit) فیلم مستند دربارهٔ نویسندگان آگهی ترحیم در نیویورک تایمز است. این فیلم در جشنواره فیلم ترایبکا در ۱۵ آوریل سال ۲۰۱۶ به نمایش درآمد.

## خلاصه داستان
این فیلم اولین فیلم مستندی است که به دنیای روزنامه‌نگارها می‌پردازد. در این مستند نویسندگان و سردبیران نیویورک تایمز، رویکرد منحصر به فرد خود برای نوشتن از شخصیت‌های برجسته را مورد بحث قرار می‌دهند.

## عوامل
- William McDonald
- Bruce Weber
- Margalit Fox
- William Grimes
- Jack Kadden
- Douglas Martin
- Jeff Roth
- Daniel Slotnik
- Paul Vitello

## لینک‌های رسمی
- وبسایت
- IMDB
- Metacritic